# Závada (district de Topoľčany)
Pour les articles homonymes, voir Závada.
Závada (hongrois : Nyitrazávod) est un village de Slovaquie situé dans la région de Nitra.

## Histoire
Première mention écrite du village en 1332.

## Démographie

### Évolution de la population
| Année:               | 1994. | 2004.   | 2014. | 2024.   |
| -------------------- | ----- | ------- | ----- | ------- |
| Nombre de personnes: | 702   | 640     | 576   | 570     |
| Différence:          |       | -8,83 % | -10 % | -1,04 % |

| Année:               | 2023. | 2024.   |
| -------------------- | ----- | ------- |
| Nombre de personnes: | 571   | 570     |
| Différence:          |       | -0,17 % |